# Mariana Drăghicescu
Mariana Drăghicescu (n. 18 septembrie 1952, cătunul Prisăcina, satul Bogâltin, comuna Cornereva, regiunea Severin (actualul județ Caraș-Severin) - d. 3 aprilie 1997, Toronto, Canada)(Cauza decesului: Cancer) a fost o interpretă vocală de muzică populară românească din regiunea Banat. Tiberiu Ceia o numea :„Privighetoarea Banatului”.

## Studii
A absolvit ciclurile primar și gimnazial în Prisacia, având învățătorul originar din Plugova.
A absolvit Liceul de Filologie-Istorie din Băile-Herculane. A studiat canto popular la Școala Populară de Artă „Ion Vidu” din Timișoara.

## Activitate
A cântat încă din copilărie, în cadrul Casei de Cultură din Băile Herculane. Primul ei șlagăr, constituind și debutul alături de Orchestra de muzică populară „Lazăr Cernescu” din Caransebeș, a fost piesa „Duce-m-aș și m-aș tot duce (La măicuța mea, la cruce)”, imprimată la Radio Timișoara în 1972. În ciuda succesului radiofonic, cântecul a fost cenzurat de către autoritățile comuniste.
Cântăreața se specializează pe repertoriul bănățean. Continuă să colaboreze cu orchestra „Lazăr Cernescu” din Caransebeș (dirijată de Nicolae „Laci” Perescu), apoi se alătură orchestrei Banatul din Timișoara (aflată sub conducerea lui Gelu Stan). Culege folclor din regiunea vizată și creează adaptări ale melodiilor și textelor culese.
Efectuează numeroase turnee naționale și internaționale (S.U.A, Germania, Franța, etc). Realizează imprimări la Radio Timișoara și București și la casa de discuri Electrecord, în care prezintă o parte din repertoriul cules și adaptat. Despre discurile ei se scriu peste 30 de recenzii. Participă în festivaluri și concursuri de muzică populară și este recompensată cu mai multe premii.
Aprecieri :
În ultima parte a vieții, Marioara Murărescu o numește „Legendă vie a folclorului românesc”. În data de 17 noiembrie 1978, în sala clubului ”Independența” din Sibiu, Mariana Drăghicescu participă alături de Lia Maria Bologa la spectacolul ”La vatra jocului străbun”.
Gelu Stan afirmă despre ea:
„Mariana Drăghicescu rămâne, prin cântecele ei, una dintre cele mai valoroase interprete de muzică populară din țară. A fost o solistă extraordinară, exemplu pentru toți cei care îi urmează în această vocație, cu un simț deosebit în a-și alege repertoriul”

## Festivalul „Mariana Drăghicescu”
Numele ei îl poartă o asociație culturală care organizează un festival - concurs național de interpretare vocală omonim. Concursul se adresează soliștilor cu vârste între 16 și 30 de ani. Preselecția și concursul propriu-zis au loc în județul Timiș, iar laureații susțin un spectacol omagial la Bogâltin - Cornereva. Prima ediție a festivalului a avut loc în 1998.
Probele de concurs constau de obicei din unei doine sau balade fără acompaniament și și a unei piese sau joc cu acompaniament muzical din zona pe care o reprezintă concurentul. În afară de acestea pot exista și alte probe.
La a VIII-a ediție, din 2010, juriul a fost format din Marioara Murărescu, Gelu Stan, Tiberiu Ceia, Gheorghe Țunea, Gelu Furdui și Nicoleta Voica. Între probe a fost și, la alegere, recitarea unei poezii în grai, sau prezentarea unui costum popular, sau a unui obicei local. Proba de selecție a acestei ediții a avut loc la data de 6 octombrie la Casa de Cultură din Buziaș, gala finaliștilor (16 participanți) la 7 octombrie la Opera Națională Română Timișoara, festivalul încheindu-se cu spectacol omagial la 8 octombrie. La a VIII-a ediție a festivalului au participat interpreți inclusiv din Cluj-Napoca și Târgu-Mureș.
La a X-a ediție, jubiliară, din 2012, când s-au comemorat și 60 de ani de la nașterea Marianei Drăghicescu, preselecția și concursul au avut loc în Timișoara, între 26-27 septembrie, iar gala laureaților la 30 septembrie. Președintele juriului a fost Marioara Murărescu.

## Discografie

### Filmări TVR
| AN      | Piese                                                                                                | Acompaniament             | Note                            |
| ------- | --- | ------------------------- | ------------------------------- |
| 1974    | Bădiță cu buze moi                                                                                   | Playback                  | Revelion                        |
| 1976    | Ard-o focu' dragostea                                                                                | Playback                  |                                 |
| 1977    | Măi Timiș, apă de munte                                                                              | Playback                  |                                 |
| 1979    | De la Valea Cernii-n sus                                                                             | Playback                  | Revelion                        |
| 1988    | Știi tu badeo, ce ți-am zis Cine-a zis la cântec frate Bine-i stă jocului mare Bată-l vina și amarul | Orchestra Paraschiv Oprea | Primul concert Tezaur Folcloric |
| indisp. | Ține-n viață, pomi-n vie                                                                             | Playback                  |                                 |
| indisp. | Mândru-i cerul fără nori Mândru-i satul cu flăcăi și fete                                            | Playback                  |                                 |
| indisp. | Rămas bun, măicuță bună Jos în vale lângă drum                                                       | Playback                  |                                 |
| indisp. | Cine-o zis la cântec frate                                                                           | Playback                  |                                 |
| indisp. | Codrule fecior frumos                                                                                | Playback                  |                                 |
| indisp. | Trandafir și-o floare                                                                                | Playback                  |                                 |
| indisp. | Cine-o zis la cântec frate (2)                                                                       | Playback                  |                                 |
| indisp. | Pădure, soro, pădure                                                                                 | Live                      |                                 |
| indisp. | Banatule-n pragul tău Bine-i stă jocului mare Stii tu bage ce ți-am zis                              | Playback                  |                                 |
| indisp. | Din Banatul meu ales                                                                                 | Live                      | Cu Tiberiu Ceia                 |

### Electrecord, Intercont
| Anul apariției | Seria discului                     | Format           | Titlu [conținut]                                        | Piese | Piese | Orchestră |
| Anul apariției | Seria discului                     | Format           | Titlu [conținut]                                        | Fața A | Fața B | Orchestră |
| -------------- | ---------------------------------- | ---------------- | ------------------------------------------------------- | --- | --- | --- |
| 1973           | EPC 10.337                         | vinil, EP, 17 cm | Mamă cu inima bună [disc propriu]                       | 1. Mamă cu inima bună 2. Dorul lui bădița-i mare | 3. Cîtă boală-i pe sub soare 4. Bădiță cu buze moi | Orch. „Doina Banatului” din Caransebeș, dirijor Nicolae Perescu |
| 1973           | STM-EPE 0932                       | vinil, LP, 30 cm | Rencontre avec la Roumanie ‑ Caransebeș [disc colectiv] | 5. Mamă cu inima bună | — | Orch. „Doina Banatului” din Caransebeș, dirijor Nicolae Perescu |
| 1974           | STM‑EPE 01060 ST‑EPE 01060 (reed.) | vinil, LP, 30 cm | Jos în vale la livezi [disc propriu]                    | 1. Jos în vale la livezi 2. Toată lumea are‑un dor 3. Bădiță cu ochii verzi 4. Cînta cucu pe fîntînă 5. Azi cu dor, mîine cu dor | 6. Bade, cînd tu m-ai găsit 7. Bade, cînd o să te-nsori 8. Pădure, soro pădure 9. Fir-ai bade blăstămat 10. Bate vîntul, de departe 11. Bade, pentru ochii tăi 12. Frunzuliță, firul ierbii (Sus, sus, sus la furca Cernii) | Orch. George Vancu, dirijor George Vancu |
| 1975           | STM‑EPE 01263 ST‑EPE 01263 (reed.) | vinil, LP, 30 cm | Ensemble folklorique „Banatul” [disc colectiv]          | 2. Rămîi satule cu bine 4. Ard-o focul, dragostea | — | Orchestra „Banatul” din Timișoara, dirijor Gelu Stan |
| 1976           | STM‑EPE 01292 ST‑EPE 01292 (reed.) | vinil, LP, 30 cm | Cernă, Cernă, apă lină [disc propriu]                   | 1. Cernă, Cernă apă lină 2. Vine dorul lui badea 3. Trandafir de pe cîmpie 4. Știi tu, bade, ce ți‑am spus 5. Mîndru-i cerul fără nori | 6. Sălcuță cu creanga-n apă 7. Jos în vale lîngă drum 8. Trandafir și-o floare 9. Rămas bun, măicuță bună 10. Neagră‑i noaptea‑ntunecoasă | Orchestra „Banatul” din Timișoara, dirijor Gelu Stan |
| 1977           | STM-EPE 01427                      | vinil, LP, 30 cm | Cîntă, inimă, și spune [disc colectiv]                  | — | 10. Măi Timiș, apă de munte | Orchestra Radio, dirijor George Vancu |
| 1979           | STM‑EPE 01686 ST‑EPE 01686 (reed.) | vinil, LP, 30 cm | Cine-o zis la cântec frate [disc propriu]               | 1. Bate vînt peste Banat 2. De-aș fi pasăre să zbor 3. Bade, rupt din soare 4. Bate, vînte, bate 5. Bade, gură de bujor 6. De la Valea Cernii-n sus | 7. Cine-o zis la cîntec frate 8. Struguraș bătut de soare (De ce inima mă doare) 9. Toată lumea zice așa 10. Peste satul meu îi nor 11. Lume, uită-te mai bine 12. Cine-și părăsește satul | Orchestra „Banatul” din Timișoara, dirijor Gelu Stan |
| 1980           | STC 00127                          | casetă audio     | – [material propriu]                                    | 1. Cine-o zis la cîntec frate 2. De-aș fi pasăre să zbor 3. Toată lumea zice așa 4. Lume, uită-te mai bine 5. Struguraș bătut de soare (De ce inima mă doare) 6. De la Valea Cernii-n sus 7. Bade, gură de bujor 8. Rămas bun, măicuță bună | 9. Bate vînt peste Banat 10. Vine dorul lui badea 11. Cernă, Cernă apă lină 12. Mîndru-i cerul fără nori 13. Jos în vale lîngă drum 14. Sălcuță cu creanga-n apă 15. Bade rupt din soare 16. Trandafir și-o floare | Orchestra „Banatul” din Timișoara, dirijor Gelu Stan |
| 1988           | ST-EPE 03472                       | vinil, LP, 30 cm | Mîndră-i hora satului [disc colectiv]                   | 3. Bucură-te, țară mîndră | — | Orchestra „Banatul” din Timișoara, dirijor Gelu Stan |
| 1989           | ST-EPE 03728                       | vinil, LP, 30 cm | Cîte stele-s pe Banat [disc colectiv]                   | — | 9. Cine-o zis la cîntec frate 10. Peste satul meu îi nor | Orchestra „Banatul” din Timișoara, dirijor Gelu Stan |
| 1989           | STC 00635                          | casetă audio     | Cîte stele-s pe Banat [casetă colectivă]                | 10. Bate vînt peste Banat 11. Cine-o zis la cîntec, frate | 12. Lume, uită-te mai bine 13. Toată lumea zice-așa | Orchestra „Banatul” din Timișoara, dirijor Gelu Stan |
| 2008           | EDC 867                            | compact disc, LP | De la Valea Cernii-s sus [compilație proprie]           | 1. Mamă cu inima bună • 2. Dorul lui bădița-i mare • 3. Toată lumea are-un dor • 4. Jos în vale la livezi • 5. Pădure, soro pădure • 6. Azi cu dor, mîine cu dor • 7. Bade, cînd tu m-ai găsit • 8. Bate vîntul de departe • 9. Bade, cînd o să te-nsori • 10. Sus, sus, sus la furca Cernii (Frunzuliță, firul ierbii) • 11. Bade, pentru ochii tăi • 12. Cernă, Cernă, apă lină • 13. Vine dorul lui badea • 14. Știi tu, bade, ce ți-am spus • 15. Mîndru-i cerul fără nori • 16. Neagră-i noaptea-ntunecoasă • 17. Ard-o focul, dragostea • 18. Rămîi, satule, cu bine • 19. Bade, gură de bujor • 20. Rămas bun, măicuță bună • 21. De la Valea Cernii-n sus • 22. Bade rupt din soare • 23. De ce inima mă doare (Struguraș bătut de soare) • 24. Bate vînt peste Banat • 25. Cine-și părăsește satul • 26. Cine-o zis la cîntec frate • 27. Lume, uită-te mai bine • 28. Leagănă-te, frunză-n vînt (Bucură-te, țară mîndră) | 1. Mamă cu inima bună • 2. Dorul lui bădița-i mare • 3. Toată lumea are-un dor • 4. Jos în vale la livezi • 5. Pădure, soro pădure • 6. Azi cu dor, mîine cu dor • 7. Bade, cînd tu m-ai găsit • 8. Bate vîntul de departe • 9. Bade, cînd o să te-nsori • 10. Sus, sus, sus la furca Cernii (Frunzuliță, firul ierbii) • 11. Bade, pentru ochii tăi • 12. Cernă, Cernă, apă lină • 13. Vine dorul lui badea • 14. Știi tu, bade, ce ți-am spus • 15. Mîndru-i cerul fără nori • 16. Neagră-i noaptea-ntunecoasă • 17. Ard-o focul, dragostea • 18. Rămîi, satule, cu bine • 19. Bade, gură de bujor • 20. Rămas bun, măicuță bună • 21. De la Valea Cernii-n sus • 22. Bade rupt din soare • 23. De ce inima mă doare (Struguraș bătut de soare) • 24. Bate vînt peste Banat • 25. Cine-și părăsește satul • 26. Cine-o zis la cîntec frate • 27. Lume, uită-te mai bine • 28. Leagănă-te, frunză-n vînt (Bucură-te, țară mîndră) | Orchestrele: - „Doina Banatului” din Caransebeș dirijor Nicolae „Laci” Perescu (1,2) - George Vancu dirijor George Vancu (03-11) - „Banatul” din Timișoara dirijor Gelu Stan (12-28) |
| 2010           | Muzică de colecție, volumul 113    | compact disc     | Cîntece pentru mama [disc colectiv]                     | 7. Rămas bun, măicuță bună | 7. Rămas bun, măicuță bună | Orchestra „Banatul” din Timișoara, dirijor Gelu Stan |
| 2011           | IMCD 1365                          | compact disc     | Mama mea, scumpă comoară [disc colectiv]                | 4. Mamă cu inima bună | 4. Mamă cu inima bună | Orch. „Doina Banatului” din Caransebeș, dirijor Nicolae Perescu |

Electrecord STC 00127
Electrecord EDC 867